# The Marty Paich Quartet Featuring Art Pepper
The Marty Paich Quartet Featuring Art Pepper est un album du pianiste Marty Paich enregistré en 1956 et paru sur le label Tampa Records.

## Contexte

### Enregistrements
Les enregistrements des neuf morceaux ont lieu à Los Angeles, en Californie, d'août à septembre 1956.

### Musiciens
| Musicien    | Instrument     | Titre |  | Équipe technique |                  |
| ----------- | -------------- | ----- |  | ---------------- | ---------------- |
| Marty Paich | piano          | 1-9   |  | Val Valentin     | ingénieur du son |
| Art Pepper  | saxophone alto | 1-9   |  | Robert Sherman   | liner notes      |
| Buddy Clark | contrebasse    | 1-9   |  |                  |                  |
| Frank Capp  | batterie       | 1-9   |  |                  |                  |

## Titres
| N°     | Titre                           | Compositeur                    | Durée |
| ------ | ------------------------------- | ------------------------------ | ----- |
| Face 1 |                                 |                                |       |
| 1.     | What's Right For You            | Goodman, Gluckman, Doris       |       |
| 2.     | You and the Night and the Music | Arthur Schwartz, Howard Dietz  |       |
| 3.     | Sidewinder                      | Pittman, Paich                 |       |
| 4.     | Abstract Art                    | Marty Paich                    |       |
| 5.     | Over the Rainbow                | Harold Arlen, Yip Harburg      |       |
| Face 2 |                                 |                                |       |
| 6.     | All the Things You Are          | Jerome Kern, Oscar Hammerstein |       |
| 7.     | Pitfall                         | Bill Pittman                   |       |
| 8.     | Melancholy Madeline             | Robert Scherman                |       |
| 9.     | Marty's Blues                   | Marty Paich                    |       |

## sources
- Robert Sherman, Liners notes de Marty Paich Quartet Featuring Art Pepper